# Nuria Rábano

Nuria Rábano Blanco (Santiago de Compostela, 1999. június 15. –) spanyol női labdarúgó. A Barcelona védője.

## Pályafutása
Rábano az Atletico Arousanánál kezdte pályafutását, majd a Deportivo La Corunához igazolt, ahol négy szezont töltött.
A Real Sociedadhoz 2020 júniusában kötelezte el magát, és az itt töltött két szezonja alatt magabiztos játékával és gólpasszaival vétette észre magát.
2022. június 17-én kétéves szerződést írt alá a Barcelona csapatával.

### A válogatottban
2017-ben U17-es Európa-bajnoki aranyérmet, 2018-ban U20-as világbajnoki ezüstérmet szerzett a spanyol korosztályos válogatottakkal.
Svédország ellen csereként lépett pályára első alkalommal a felnőtt válogatottban egy barátságos találkozón 2022. október 7-én.

## Sikerei

### Klubcsapatokban
Spanyol bajnoki ezüstérmes (1):
- Real Sociedad (1): 2021–22

 Spanyol kupagyőztes (1):
- Real Sociedad (1): 2019

 Spanyol szuperkupa ezüstérmes (1):
- Real Sociedad (1): 2020

### A válogatottban
Spanyolország
- U20-as világbajnoki ezüstérmes (1): 2018
- U17-es Európa-bajnoki aranyérmes (1): 2017

## Magánélete
Korábban a Real Sociedad Sportorvosi Központjában egészségügyi képzésben is részesült.